# 鴻鵠大志
鴻鵠大志（日语：アンビシャス），是日本及澳洲純種競賽馬匹。生涯活躍於中距離賽事，曾勝出2016年產經大阪盃。

## 出賽前
2012年2月17日出生於北海道浦河町辻牧場，成長途中被馬主近藤英子購入。
其後交由栗東訓練中心練馬師音無秀孝訓練。

## 競賽生涯

### 2歲
2014年11月16日出戰京都競馬場2新馬戰，於李慕華策騎下成功奪得首勝。
其後出戰千兩賞，再次於直路爆發末腳成功奪冠。

### 3歲
2015年首戰爲共同通信盃，獲得第四人氣。比賽開始後，其一直保持於先頭位置，進入直路後雖然可以保持速度，但最終仍被不撓真鋼及大鳴大放超越得第三。
3月28日出戰每日盃，雖然以先頭姿態進入直路，但未能追上領先的天外來客又被野田奔放超越，最終獲得第三。
由於其未能累積足夠獎金，因而無法出戰皋月賞，陣營決定改變方向以東京優駿（日本打吡）爲目標。
5月9日出戰打吡前哨戰主席錦標，於其中成功爆發末腳獲得冠軍。
然而賽後其並未於原定計劃出戰打吡，而是進入放草調整狀態。
7月5日復出出戰日經電台賞，比賽初段一直保持於中團靠後位置，於通過第三彎道開始逐漸加速。進入直路後，其繼續加速衝刺，最終成功超越前方馬匹，並拉開3 1/2馬位奪得首個分級賽冠軍。
完賽後其並未繼續於經典路線征戰，而是出戰每日王冠及秋季天皇賞，並於其中分別獲得第六及第五。

### 4歲
2016年2月28日出戰中山紀念，比賽途中於後方追走，進入直路後加速衝出，於跑出全場最佳末腳下僅負大鳴大放頸位得第二。
其後出戰產經大阪盃，改由橫山典弘策騎。比賽開始後，其選擇於第二的位置追趕領放馬北部玄駒，並保持穩定速度推進。通過第四彎道的時候，其開始加速衝出，最終於最後50米成功追上前方的北部玄駒，以頸位成功優勢奪冠。

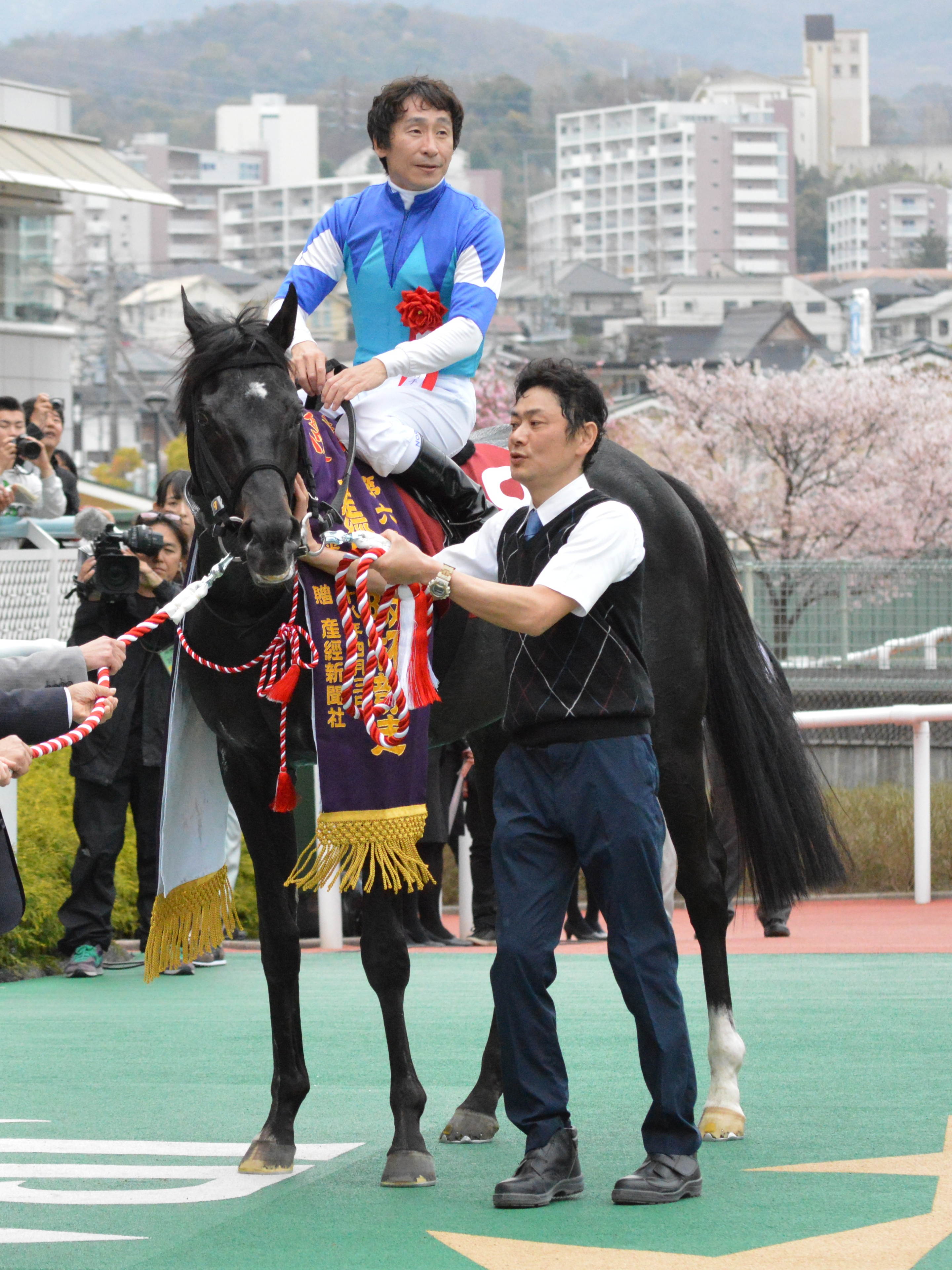
產經大阪盃頒獎儀式

6月26日出戰寶塚紀念，雖然獲得第三人氣，但最終於直路失速沉底，而第十六名大敗。
夏季放草過後以每日王冠爲秋季首戰，於直路上與薑味烈酒展開纏鬥，最終以頸位憾負得第二。
10月30日出戰秋季天皇賞，雖然於直路成功加速衝刺，但仍然未能奪得，最終獲得第四。

### 5歲
2017年首戰爲中山紀念，雖然獲得第一人氣，但最終以第四落敗。
其後出戰大阪盃及安田紀念，分別獲得第五及第十五。
9月23日陣營宣佈將其轉籍至澳洲繼續作賽，取消於日本中央競馬會賽駒註冊後，其被轉移至當地練馬師菲德文馬房。

### 6歲
2018年3月10日出戰澳洲盃，爲其轉籍澳洲後的首場賽事，最終獲得第九。
3月31日出戰鄧格錦標獲得第二的佳績後，未能再於本年度獲得賽事發揮亮眼的表現。

### 7歲
2019年仍然未退役並轉入同爲澳洲練馬師的施隆兆馬房，於12月21日出戰覺士錦標獲得第六後，再未有任何出賽訊息，但亦未有其正式退役的消息。
而其後根據當地賽馬媒體兼資料庫Off the Track Community的消息，確認鴻鵠大志於覺士錦標過後經已辦理退役手續。

### 詳細賽績
| 日期       | 舉辦國家 | 馬場     | 距離   | 級別 | 賽事名稱         | 負重 | 騎師          | 馬號 | 出馬 | 名次 | 時間     | 頭馬（二馬）    |
| ---------- | -------- | -------- | ------ | ---- | ---------------- | ---- | ------------- | ---- | ---- | ---- | -------- | --------------- |
| 16/11/2014 | 日本     | 京都     | 草1600 |      | 2歲新馬          | 55   | 李慕華        | 1    | 15   | 1    | 1:34.9   | （Al Persian）  |
| 28/2/2014  | 日本     | 阪神     | 草1600 |      | 千兩賞           | 55   | 松山弘平      | 9    | 16   | 1    | 1:37.4   | （Gerbe d'Or）  |
| 15/2/2015  | 日本     | 東京     | 草1800 | GIII | 共同通訊盃       | 56   | 杜滿樂        | 10   | 12   | 3    | 1:47.4   | 不撓真鋼        |
| 28/3/2015  | 日本     | 阪神     | 草1800 | GIII | 每日盃           | 56   | 松山弘平      | 15   | 15   | 3    | 1:47.3   | 天外來客        |
| 9/5/2015   | 日本     | 東京     | 草2000 | OP   | 主席錦標         | 56   | 李慕華        | 16   | 18   | 1    | 2:00.2   | （省級首府）    |
| 5/7/2015   | 日本     | 福島     | 草1800 | GIII | 日經電台賞       | 56.5 | 李慕華        | 3    | 16   | 1    | 1:46.4   | （Musee Ghost） |
| 11/10/2015 | 日本     | 東京     | 草1800 | GII  | 每日王冠         | 54   | 杜滿萊        | 7    | 13   | 6    | 1:46.1   | 榮進之光        |
| 1/11/2015  | 日本     | 東京     | 草2000 | GI   | 秋季天皇賞       | 56   | 杜滿萊        | 2    | 18   | 5    | 1:58.6   | 朗日清天        |
| 28/2/2016  | 日本     | 中山     | 草1800 | GII  | 中山紀念         | 55   | 李慕華        | 10   | 11   | 2    | 1:45.9   | 大鳴大放        |
| 3/4/2016   | 日本     | 阪神     | 草2000 | GII  | 產經大阪盃       | 56   | 横山典弘      | 4    | 11   | 1    | 1:59.3   | （北部玄駒）    |
| 26/6/2016  | 日本     | 阪神     | 草2200 | GI   | 寶塚紀念         | 58   | 横山典弘      | 2    | 17   | 16   | 2:14.9   | 勝之石          |
| 9/10/2016  | 日本     | 東京     | 草1800 | GII  | 每日王冠         | 57   | 李慕華        | 7    | 12   | 2    | 1:46.6   | 薑味烈酒        |
| 30/10/2016 | 日本     | 東京     | 草2000 | GI   | 秋季天皇賞       | 58   | 横山典弘      | 3    | 15   | 4    | 1:59.9   | 滿樂時          |
| 26/2/2017  | 日本     | 中山     | 草1800 | GII  | 中山紀念         | 57   | 李慕華        | 7    | 11   | 4    | 1:47.8   | 新寫實派        |
| 2/4/2017   | 日本     | 阪神     | 草2000 | GI   | 大阪盃           | 57   | 福永祐一      | 12   | 14   | 5    | 1:59.3   | 北部玄駒        |
| 4/6/2017   | 日本     | 東京     | 草1600 | GI   | 安田紀念         | 58   | 横山典弘      | 4    | 18   | 15   | 1:32.9   | 神燈光照        |
| 10/3/2018  | 澳洲     | 費明頓   | 草2000 | GII  | 澳洲盃           | 59   | 連達文        | 12   | 12   | 9    | 紀錄缺失 | 哈霖            |
| 31/3/2018  | 澳洲     | 玫瑰崗   | 草2400 | GI   | 鄧格錦標         | 59   | 韋紀力        | 3    | 9    | 2    | 紀錄缺失 | 深紅晶石        |
| 14/4/2018  | 澳洲     | 蘭域     | 草2000 | GI   | 女皇伊利沙伯錦標 | 59   | 韋紀力        | 7    | 10   | 8    | 紀錄缺失 | 雲絲仙子        |
| 19/5/2018  | 澳洲     | 東奔     | 草2000 | GI   | 東奔盃           | 59   | 韋紀力        | 7    | 11   | 3    | 紀錄缺失 | 衝破難關        |
| 9/6/2018   | 澳洲     | 東奔     | 草2200 | GII  | 布里斯班盃       | 59.5 | 韋紀力        | 6    | 8    | 4    | 紀錄缺失 | 西舞嫡傳        |
| 8/9/2018   | 澳洲     | 滿利谷   | 草1600 | GI   | 拿督陳振南錦標   | 59   | 薛凱華        | 2    | 11   | 6    | 紀錄缺失 | Magic Consol    |
| 30/9/2018  | 澳洲     | 考菲爾德 | 草1800 | GI   | 木下錦標         | 59   | 薛凱華        | 4    | 9    | 8    | 紀錄缺失 | 離鄉別井        |
| 23/2/2019  | 澳洲     | 考菲爾德 | 草1800 | GII  | 楊彼得錦標       | 59   | 薛凱華        | 2    | 11   | 9    | 紀錄缺失 | 亞飛利          |
| 20/4/2019  | 澳洲     | 考菲爾德 | 草2000 | GIII | 復活節盃         | 59   | James Winks   | 4    | 12   | 10   | 紀錄缺失 | 全天域          |
| 31/8/2019  | 澳洲     | 考菲爾德 | 草1700 | L    | 希瑟利錦標       | 59   | 薛凱華        | 4    | 12   | 10   | 紀錄缺失 | 超勁王          |
| 21/12/2019 | 澳洲     | 雅士閣   | 草2100 | GII  | 覺士錦標         | 59   | Jason Whiting | 1    | 6    | 6    | 紀錄缺失 | Regal Power     |

## 退役後
退役後，鴻鵠大志並未入種，而是於澳洲繼續休養，在2020年成爲馬術競技馬，並會出戰澳洲當地只限退役競賽馬參與的賽事。

## 血統簡介
父系大震撼爲日本賽駒，爲日本賽馬史上第二匹無敗三冠馬，生涯出戰十四場賽事僅得兩場未能勝出，退役後配種成績亦極爲優秀。祖父週日寧靜是美國三冠賽雙軍馬，退役後在日本配種，在日本馬壇相當成功，贏得多項分級賽事，其子嗣贏得巨額獎金。
母系Carnival Song爲日本賽駒，生涯僅得一勝。外祖父爲美國生產的日本賽駒神鷹，於日本及法國有優異戰績，包括勝出日本盃和聖格盧大賽，以及於凱旋門大賽獲得第二，其後更當選爲日本中央競馬會第30匹殿堂馬，亦被譽爲98黃金世代之一（同屬98黃金世代的有馬匹有特別週、草上飛、青雲天空及帝皇光輝）。

### 血統表
| 父線：週日寧靜系（Halo系）            |                         |                 |                 |
| 種馬 大震撼 2002年（棗色）            | 週日寧靜 1986年（棕色） | Halo            | Hail to Reason  |
| 種馬 大震撼 2002年（棗色）            | 週日寧靜 1986年（棕色） | Halo            | Cosmah          |
| 種馬 大震撼 2002年（棗色）            | 週日寧靜 1986年（棕色） | Wishing Well    | Understanding   |
| 種馬 大震撼 2002年（棗色）            | 週日寧靜 1986年（棕色） | Wishing Well    | Mountain Flower |
| 種馬 大震撼 2002年（棗色）            | 風中秀髮 1991年（棗色） | Alzao           | 利法爾          |
| 種馬 大震撼 2002年（棗色）            | 風中秀髮 1991年（棗色） | Alzao           | Lady Rebecca    |
| 種馬 大震撼 2002年（棗色）            | 風中秀髮 1991年（棗色） | Burghclere      | Busted          |
| 種馬 大震撼 2002年（棗色）            | 風中秀髮 1991年（棗色） | Burghclere      | Highclere       |
| 繁殖雌馬 Carnival Song 2001年（棗色） | 神鷹 1995年（深棗色）   | 金滿寶          | 淘金者          |
| 繁殖雌馬 Carnival Song 2001年（棗色） | 神鷹 1995年（深棗色）   | 金滿寶          | Miesque         |
| 繁殖雌馬 Carnival Song 2001年（棗色） | 神鷹 1995年（深棗色）   | Saddler's Gal   | 鞍匠井          |
| 繁殖雌馬 Carnival Song 2001年（棗色） | 神鷹 1995年（深棗色）   | Saddler's Gal   | Glenveagh       |
| 繁殖雌馬 Carnival Song 2001年（棗色） | Carniola 1993年（棗色） | 追逐彩虹        | 害羞新郎        |
| 繁殖雌馬 Carnival Song 2001年（棗色） | Carniola 1993年（棗色） | 追逐彩虹        | I Will Follow   |
| 繁殖雌馬 Carnival Song 2001年（棗色） | Carniola 1993年（棗色） | Carnival Spirit | Kris            |
| 繁殖雌馬 Carnival Song 2001年（棗色） | Carniola 1993年（棗色） | Carnival Spirit | Fiesta Fun      |
| 雌系：號族：16-a                      |                         |                 |                 |
| 五代內近親交配：北地舞人 5×5          |                         |                 |                 |

## 命名由來
名字Ambitious（アンビシャス）帶有野心、抱負等意思，香港則採用西汉司馬遷編寫之《史記》第四十八卷「陳涉世家」中「鴻鵠大志」（原句為「燕雀安知鴻鵠之志哉」）之典故作為翻譯。

## 外部連結
- 鴻鵠大志 netkeiba.com （页面存档备份，存于）
- 血統表 （页面存档备份，存于）